# Repojoki (vattendrag, lat 68,07, long 28,07)
Repojoki är ett vattendrag i Finland.   Det ligger i landskapet Lappland, i den norra delen av landet, 900 km norr om huvudstaden Helsingfors.